# 蔚来ES8
蔚来ES8是中国蔚来汽车推出的中型运动型多用途车，2018年6月底在中国市场面世。該款汽車為6人座，售價在49.8萬至59.8萬人民幣之間。

## 发展
曾在内蒙古牙克石市进行上千公里测试。
2018年6月底面世，报价6万5美元。动力总成由塔塔技术制造。罗伯特·博世公司支援傳感器技術、自動駕駛、電動機控制和智能運輸系統。電池模組來自寧德時代以及三星SDI，電池管理系統使用聯合汽車電子的技術，整車由江淮汽車負責。
2019年6月27日，因發生多起寧德時代電池自燃事件，蔚来宣布召回約三成ES8約4803辆。

## 蔚来NOP事故
蔚来NOP（Navigate on Pilot, NOP）是导航系统与Pilot自动辅助驾驶深度融合的功能。允许车辆在特定条件下按照高精地图导航规划的路径自动巡航行驶。
2021年8月12日，上善若水投资管理公司创始人、意统天下餐饮管理公司创始人、美一好品牌管理公司创始人林文钦，驾驶蔚来ES8汽车启用NOP领航状态后，在沈海高速涵江段发生致死事故。

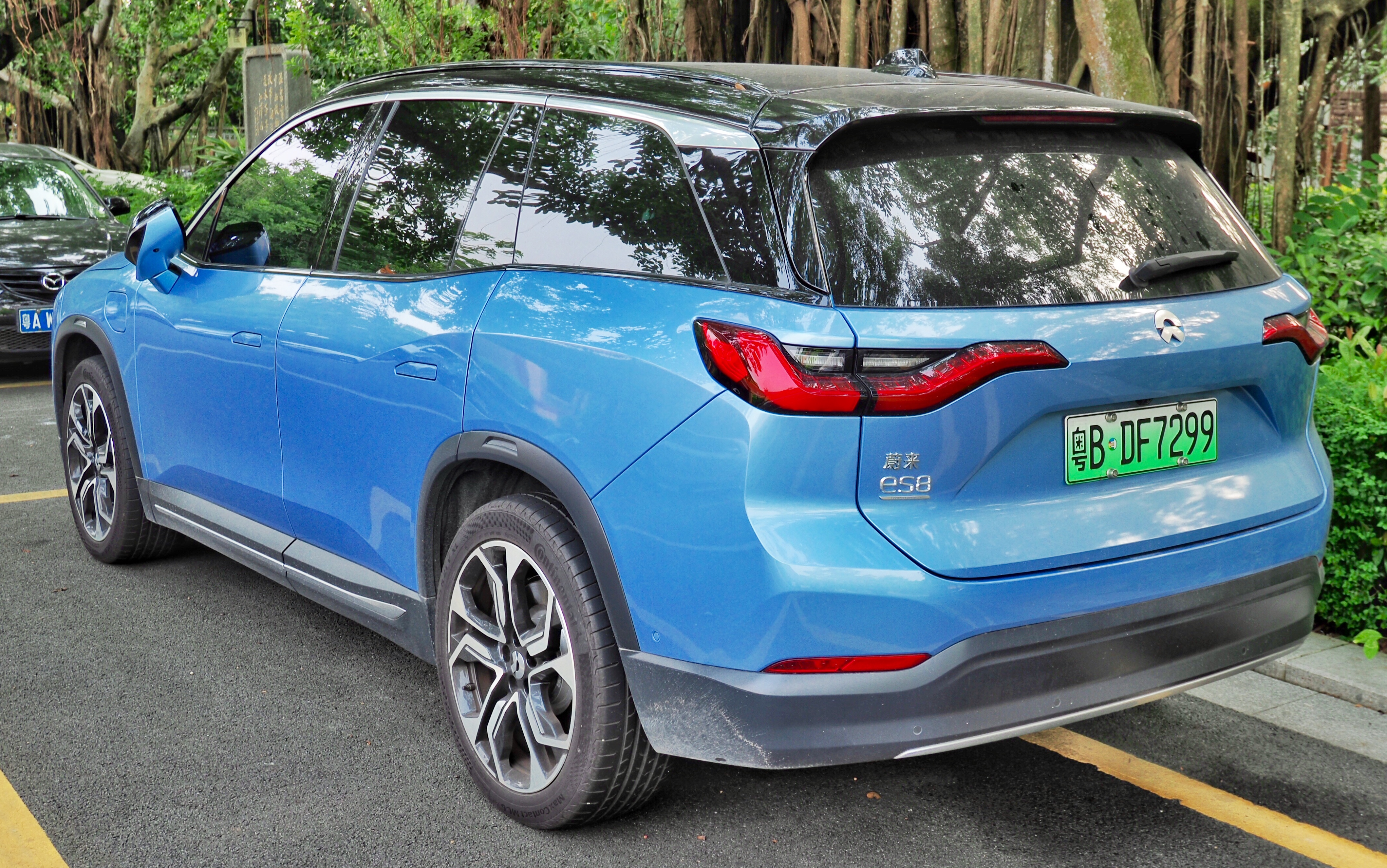
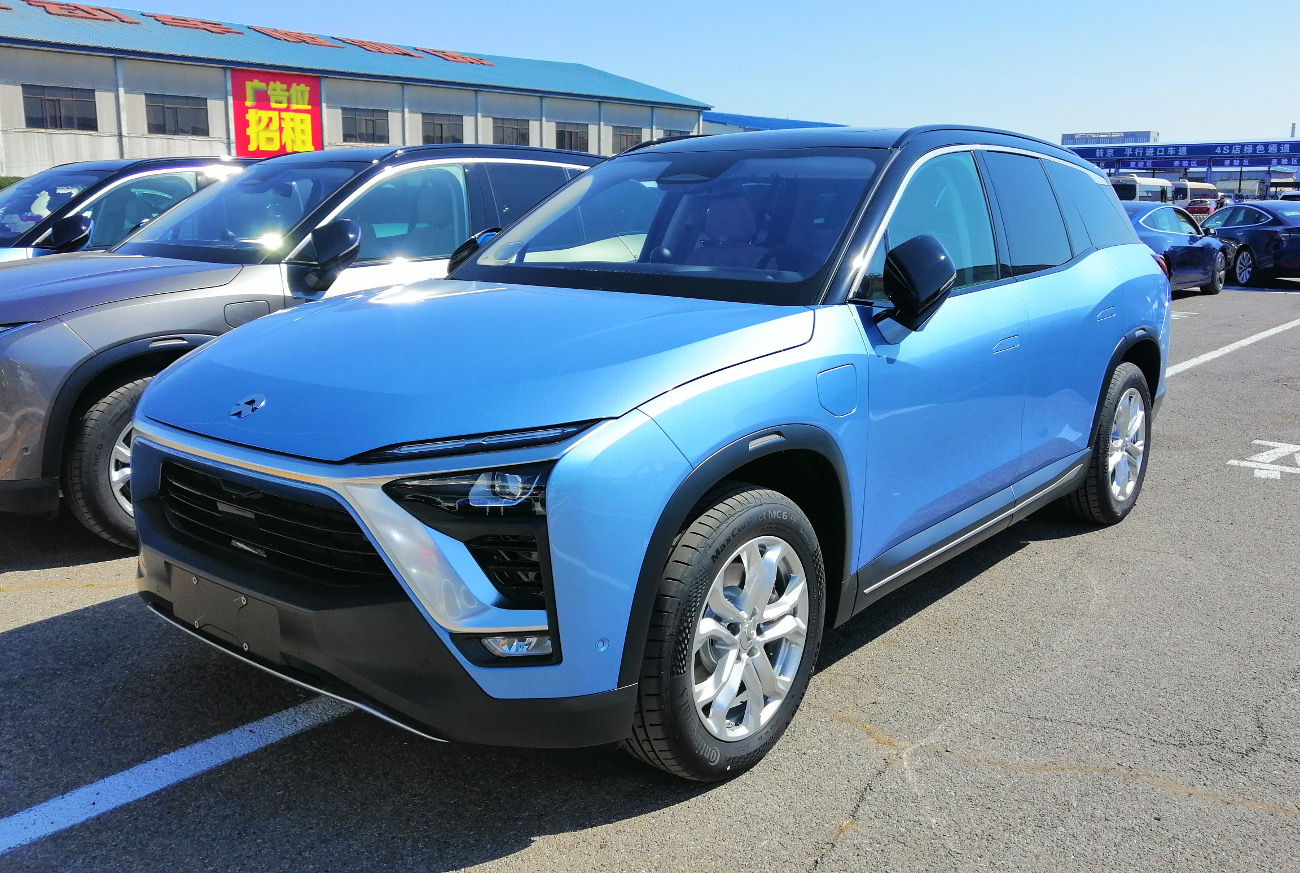
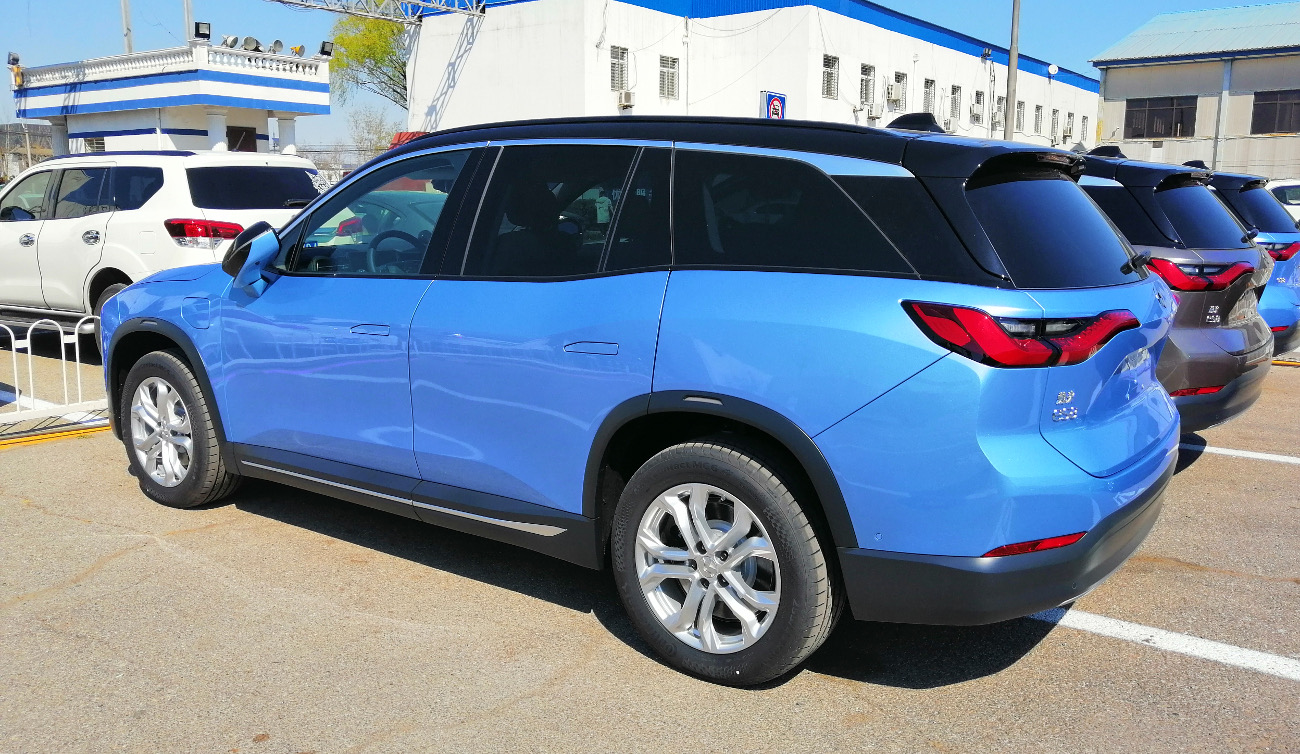